# Adrienne Martine-Barnes
Adrienne Martine-Barnes é uma escritora estadunidense que terminou 3 livros da série Darkover, iniciados por Marion Zimmer Bradley antes de falecer - Exile's Song, The Shadow Matrix e Traitor's Sun.